# Epilobium puberulum
Epilobium puberulum är en dunörtsväxtart som beskrevs av William Jackson Hooker och Arn.. Epilobium puberulum ingår i släktet dunörter, och familjen dunörtsväxter. Inga underarter finns listade i Catalogue of Life.